# Buchbrunn
Buchbrunn település Németországban, azon belül Bajorországban. Lakosainak száma 1143 fő (2023. december 31.).

## Népesség
A település népessége az elmúlt években az alábbi módon változott:
| Lakosok száma | 562  | 769  | 828  | 827  | 1100 | 1113 | 1129 | 1131 | 1092 | 1143 |
|               | 1875 | 1950 | 1975 | 1987 | 2012 | 2014 | 2016 | 2017 | 2021 | 2023 |